# ScientificCommons
 (février 2024).
ScientificCommons est un ancien site Internet qui visait à fournir un accès gratuit à des contenus scientifiques numériques accessibles en ligne en accès ouvert (archives ouvertes). Ce projet est développé par l'Institut für Medien und Kommunikationsmanagement de l'Université de Saint-Gall.
Depuis le début de l'année 2013, ScientificCommons n'est plus accessible sur le web.

## Contenu de la base
En aout 2008, ScientificCommons répertoriait :  
- 21 022 206 métadonnées enregistrées
- 8 510 882 auteurs
- 916 « repositories[1].  »

contre 13 millions de publications scientifiques et 6 000 000 auteurs en janvier 2007.

## Le projet
Il se décrit comme le développement de la plus grande archive de savoirs scientifiques sur Internet dont les textes peuvent être consultés librement en ligne. 

## Fonction, moyens
Cette plate-forme est principalement structurée autour de ;
- un système d'indexation de travaux de recherche (métadonnées + texte intégral en format PDF, PowerPoint, RTF, Microsoft Word et Postscript, avec une taille maximale de 3MB par fichier, avec mise en cache de manière à rendre le téléchargement toujours possible, indépendamment de la disponibilité physique de la source originale). 
ScientificCommons.org utilise comme protocole l'Open Archive Initiative Protocol for Metadata Harvesting (OAI-PMH) pour récupérer les données des connaissances scientifiques. ScientificCommons permet le self-archiving[3], a legal way for authors to make publications from over 90% of scientific journals available[4], souvent nommé "green road to open access" par les anglophones.  La plate forme encourage les scientifiques à ne publier que dans des revues leur permettant un self-archivage[3].
- un moteur de recherche combinant l'analyse sémantique et ontologique de l'information scientifique, l'analyse lexicale et des méthodes statistiques permettant de mieux identifier, extraire et analyser les mots-clés. Sur ces bases ScientificCommons.org catégorise les données scientifiques et utilise ce classement à des fins de navigation et de pondération de réponse aux recherches par mot-clé.
Des méta-données incluant des informations sur les chercheurs et leurs réseaux sont également fournies, ce qui permet aux lecteurs de mieux comprendre les jeux d'acteurs, les développements de la recherche avec une plus grande transparence pour le public.

ScientificCommons permet de trouver les informations scientifiques, par nom d'auteurs et par publications. 

L'interface est en anglais et en allemand (le projet ayant été conçu en Suisse germanophone). 
Les textes auxquels ScientificCommons donne accès sont bien entendu dans la langue de leur publication. 
Des services personnalisables existent, dont la possibilité d'être informé des nouvelles publications via un flux RSS personnalisable, par exemple pour une discipline particulière ou via des mots-clés . 

ScientificCommons.org permet à tout chercheur d'organiser ses publications directement sur la plate forme et de créer son propre profil personnel chercheur.
Un des principaux défis du projet est de soutenir le rythme rapide de  croissance des archives et des consultations via une seule interface commune.